# Campionato sudamericano femminile di pallavolo 1999
Il XXIII campionato sudamericano femminile di pallavolo si è svolto dal 16 al 26 1999 a Valencia, in Venezuela. Al torneo hanno partecipato 7 squadre nazionali sudamericane e la vittoria finale è andata per l'undicesima volta, la terza consecutiva, al Brasile.

## Squadre partecipanti
- Argentina
- Brasile
- Cile
- Paraguay
- Perù
- Venezuela
- Uruguay

## Classifica finale
| Classifica | Squadre   |
| ---------- | --------- |
|            | Brasile   |
|            | Argentina |
|            | Perù      |
| 4          | Venezuela |
| 5          | Uruguay   |
| 6          | Paraguay  |
| 7          | Cile      |